# Moiré asturien
Pour les articles homonymes, voir Moiré.
Erebia palarica
Espèce
Statut de conservation UICN

 LC  : Préoccupation mineure
Le Moiré asturien (Erebia palarica) est un lépidoptère appartenant à la famille des Nymphalidae, à la sous-famille des Satyrinae et au genre Erebia.

## Dénomination
Erebia palarica a été nommé par Thomas Algernon Chapman en 1905.

### Noms vernaculaires
Le Moiré asturien se nomme Chapman's Ringlet en anglais.

## Description
Le Moiré  asturien est un petit papillon marron à bande postmédiane orange entrecoupée par les nervures et marquée d'une rangée d'ocelles noirs pupillés de blanc, géminés à l'apex des antérieures puis en ligne aux antérieures et postérieures.
Le revers des antérieures est identique, les postérieures sont marron plus ou moins foncé avec une ligne de très discrets petits ocelles.

## Biologie

### Période de vol et hivernation
Il vole de fin mai à fin juillet en une seule génération.

### Plantes hôtes
Les plantes hôtes des chenilles sont des graminées.

## Écologie et distribution
Il est présent uniquement dans le nord-ouest de l’Espagne,.

### Biotope
Il réside dans le maquis à bruyère arborescente Erica arborea .